# Uruguay i panamerikanska spelen
Uruguay i panamerikanska spelen styrs av Uruguays Olympiska Kommitté i de panamerikanska spelen. Nationen deltog första gången i de panamerikanska spelen 1951 i Buenos Aires.
De uruguayanska idrottarna har vunnit 80 medaljer, varav 11 guldmedaljer.